# 3D (álbum de KLB)
3D é o oitavo álbum da Banda KLB, lançado em 2011. Após dois anos sem lançar um novo disco, KLB surge com um projeto onde incorpora a tecnologia 3D em seu novo trabalho. KLB 3D tem um repertório de 15 faixas e acompanha DVD com dois clipes 2D e 3D, outra inovação do disco é a capa em 3D e que vem acompanhada do óculos anáglifo.  O estilo do álbum é de sonoridade Pop/Rock e Pop, acrescentando também sintetizadores em algumas canções que remete ao Electro. O disco possui participações especiais de Amon Lima da Família Lima no violino em "Quando o Amanhã Chegar" e Brad Fischetti com um coral da igreja Christi Church Flórida (USA) na música "Mighty to Save" da banda cristã Hillsong e também em comemoração aos 11 anos de carreira e em um novo arranjo A Dor Desse Amor primeiro sucesso do trio, cantada em sua versão inglês e espanhol Purest of Pain/A Puro Dolor.
Para comemorar os 11 anos de carreira o trio lançou uma Edição Especial do KLB 3D, um box no qual vem o CD+DVD e 2 óculos anáglifo. KLB 3D Special Edition tem edição limitada.
KLB é a primeira banda do Brasil a utilizar da tecnologia 3D em seu álbum.

## Singles
- Vai
- Quando o Amanhã Chegar

## Faixas
1. Quando o Amanhã Chegar 4:19
2. Um Segundo Com Você 3:27
3. Me Chama Que Eu Vou 3:51
4. Que mulher é essa? 3:41
5. Vai 3:35
6. Tem Dias 3:19
7. Não Esqueça De Lembrar Do Meu Olhar 3:41
8. Tô morrendo de saudade de você 2:32
9. Purest of pain / A puro dolor 5:45
10. Volta Pro Meu Coração 2:51
11. Pela Última Vez 3:29
12. Especial 3:04
13. Ja Disse Que Te Amo 3:10
14. Você vai lembrar de mim 3:41
15. Mighty to Save 5:11

## Créditos
- Kiko: Guitarra, Violão, Teclados, Vocal de Apoio
- Leandro: Vocais, Percussão e Bateria
- Bruno: Baixo elétrico e Vocal de Apoio

Duração Total: 55:38